# Anthurium chimborazense
Anthurium chimborazense är en kallaväxtart som beskrevs av Thomas Bernard Croat och Carlsen. Anthurium chimborazense ingår i släktet Anthurium och familjen kallaväxter. Inga underarter finns listade.